# Luis Freg
Luis Freg Castro, né à Mexico (Mexique) le 21  juin 1890, mort à Veracruz (Mexique, État de Veracruz) le 12 novembre 1934, était un matador mexicain.

## Présentation
Il prit l'alternative avec comme parrain « Lagartijo Chico » le 23  octobre 1910 à Mexico, plaza « El Toreo ». En Espagne, il renouvela son alternative à  Alcalá de Henares le 25 août 1911 et la confirma à Madrid le 24  septembre de la même année des mains de « Regaterín ».
Spécialiste des mises à mort sincères et  spectaculaires, il fut un véritable miraculé de la corrida avec plus de 72 blessures, 100 cicatrices et 6 extrême-onction, à une époque où la médecine moderne n'était alors qu'à son balbutiement (la pénicilline - antibiotique permettant de lutter contre les infections bactériennes - , découverte en 1921  par l'Écossais Alexander Fleming n’a été introduite dans des thérapies qu'à partir de 1941).
Touché à l'abdomen, à la fémorale (artère amenant du sang oxygéné vers les membres inférieurs et le bassin) et la saphène (veine se jetant dans la fémorale), il resta plusieurs fois entre la vie et la mort ; il disait d'ailleurs « avoir vu la mort tourner plusieurs fois autour de son lit sans vouloir l'approcher ». À Mexico, après une blessure à la poitrine, un journaliste annonça prématurément sa mort.
Dans son œuvre « Mort dans l'après-midi », Ernest Hemingway écrivit que « ses jambes étaient déformées et noueuses à cause  des cicatrices, comme les branches d'un vieux chêne ».
Pratiquement ruiné par autant de blessures (une souscription publique à Barcelone fut lancée en sa faveur), il connut quelques succès à Algésiras et est considéré comme le premier torero à avoir coupé une queue.
Son frère connut un destin tragique car il fut décapité par un novillo de Contreras à Madrid en 1914.
Jean de Lafontaine écrivait « On rencontre sa destinée souvent par les chemins qu'on prend pour l'éviter » ; Freg Luis, héroïque dans la vie comme dans l'arène,  périt noyé dans le río Palizar, à Veracruz, le 12 novembre 1934, alors qu'il tentait de sauver un enfant.